# Nunziatura apostolica in Austria
La nunziatura apostolica in Austria è una rappresentanza diplomatica permanente della Santa Sede in Austria fondata nel 1586. La sede è a Vienna. La nunziatura è retta da un diplomatico, detto "nunzio apostolico in Austria" che ha il rango di ambasciatore.
L'attuale nunzio apostolico in Austria è Pedro López Quintana, nominato da papa Francesco il 4 marzo 2019.

## Lista dei nunzi apostolici

### Nunziatura apostolica nell'Austria imperiale (1529-1922)
- 1511-1517 Lorenzo Campeggi
- 1517-1529 Marino Ascanio Caracciolo, vescovo di Catania
- 1529–1532 Vincenzo Pimpinella, arcivescovo di Rossano
- 1533–1535 Pier Paolo Vergerio
- 1536–1538 Giovanni Morone, vescovo di Modena, cardinale
- 1538–1539 Fabio Mignanelli, vescovo di Lucera, cardinale
- 1539–1541 Giovanni Morone, vescovo di Modena, cardinale
- 1541–1545 Girolamo Verallo, vescovo di Caserta, cardinale
- 1545 Fabio Mignanelli, vescovo di Lucera, cardinale
- 1548–1550 Prospero Santacroce, vescovo di Cisamo, cardinale
- 1550–1554 Girolamo Martinengo
- 1554–1556 Zaccaria Dolfin (Delfino), vescovo di Lesina, cardinale
- 1558 Antonio Agustí
- 1560–1561 Stanislaus Hosius, vescovo di Varmia, cardinale
- 1561–1565 Zaccaria Dolfin (Delfino), vescovo di Lesina, cardinale
- 1565–1571 Melchiorre Biglia
- 1571–1578 Giovanni Dolfin (Delfino), vescovo di Torcello
- 1578 Bartolomeo Portia
- 1578–1581 Orazio Malaspina
- 1581 Ottavio Santacroce, vescovo di Cervia
- 1581–1584 Giovanni Francesco Bonomi, vescovo di Vercelli
- 1584–1586 Germanico Malaspina, vescovo di San Severo
- 1586–1587 Filippo Sega, vescovo di Piacenza, cardinale
- 1587–1589 Antonio Puteo, arcivescovo di Bari
- 1589–1591 Alfonso Visconti, poi vescovo di Cervia, cardinale
- 1591–1592 Camillo Caetani, patriarca titolare di Alessandria
- 1592–1597 Cesare Speciano, vescovo di Cremona
- 1597–1598 Ferdinando Farnese, vescovo di Parma
- 1598–1603 Filippo Spinelli, vescovo titolare di Rodi, cardinale
- 1604–1607 Giovanni Stefano Ferreri, vescovo di Vercelli
- 1607–1610 Antonio Caetani, arcivescovo di Capua, cardinale
- 1610–1612 Giovanni Battista Salvago, vescovo di Luni-Sarzana
- 1612–1616 Placido della Marra, vescovo di Melfi e Rapolla
- 1616–1617 Vitaliano Visconti Borromeo, arcivescovo di Adrianopoli di Emimonto
- 1617–1621 Ascanio Gesualdo, patriarca titolare di Costantinopoli
- 1621–1628 Carlo Carafa, vescovo di Aversa
- 1628–1630 Giovanni Battista Maria Pallotta, arcivescovo titolare di Tessalonica, cardinale
- 1630–1634 Ciriaco Rocci, arcivescovo titolare di Patrasso, cardinale
- 1634–1639 Malatesta Baglioni, vescovo di Pesaro
- 1639–1644 Gaspare Mattei, arcivescovo titolare di Atene, cardinale
- 1644–1652 Camillo Melzi, arcivescovo di Capua, cardinale
- 1652–1658 Scipione Pannocchieschi, arcivescovo di Pisa, cardinale
- 1658–1664 Carlo Carafa della Spina, vescovo di Aversa, cardinale
- 1665–1667 Giulio Spinola, arcivescovo titolare di Laodicea di Frigia, cardinale
- 1668–1671 Antonio Pignatelli, arcivescovo titolare di Larisa, cardinale, poi papa Innocenzo XII (1691–1700)
- 1671–1675 Mario Alberizzi, arcivescovo titolare di Neocesarea del Ponto, cardinale
- 1675–1689 Francesco Buonvisi, arcivescovo titolare di Tessalonica, cardinale
- 1689 Giacomo Cantelmo, arcivescovo titolare di Cesarea di Cappadocia, cardinale
- 1692–1696 Sebastiano Antonio Tanara, arcivescovo titolare di Damasco, cardinale
- 1696–1700 Andrea Santacroce, arcivescovo titolare di Seleucia di Isauria, cardinale
- 1700–1706 Gianantonio Davia, arcivescovo (titolo personale) di Rimini, cardinale
- 1709–1713 Giulio Piazza, arcivescovo titolare di Nazareth
- 1713–1720 Giorgio Spinola, arcivescovo titolare di Cesarea, cardinale
- 1721–1731 Girolamo Grimaldi, arcivescovo titolare di Edessa di Osroene, cardinale
- 1731–1738 Domenico Passionei, arcivescovo titolare di Efeso, cardinale
- 1738–1745 Camillo Paolucci, arcivescovo titolare di Iconio, cardinale
- 1746–1754 Fabrizio Serbelloni, arcivescovo titolare di Patrasso, cardinale
- 1754–1760 Ignazio Michele Crivelli, arcivescovo titolare di Cesarea, cardinale
- 1760–1767 Vitaliano Borromeo, arcivescovo titolare di Tebe, cardinale
- 1767–1774 Antonio Eugenio Visconti, arcivescovo titolare di Efeso, cardinale
- 1776–1785 Giuseppe Garampi, arcivescovo (titolo personale) di Corneto e Montefiascone, cardinale
- 1785–1793 Giovan Battista Caprara, arcivescovo titolare di Iconio, cardinale
- 1793–1802 Luigi Ruffo Scilla, arcivescovo titolare di Apamea di Siria, cardinale
- 1802–1816 Antonio Gabriele Severoli, arcivescovo titolare di Petra, cardinale
- 1816–1823 Paolo Leardi
- 1826–1832 Ugo Pietro Spinola, arcivescovo titolare di Tebe, cardinale
- 1832–1836 Pietro Ostini
- 1836–1845 Ludovico Altieri, arcivescovo titolare di Efeso, cardinale
- 1845–1856 Michele Viale Prelà, arcivescovo titolare di Cartagine, cardinale
- 1856–1863 Antonio Saverio De Luca, arcivescovo titolare di Tarso, cardinale
- 1863–1874 Mariano Falcinelli Antoniacci, arcivescovo titolare di Atene, cardinale
- 1874–1879 Ludovico Jacobini, arcivescovo titolare di Tessalonica, cardinale
- 1880–1887 Serafino Vannutelli, arcivescovo titolare di Nicea, cardinale
- 1887–1893 Luigi Galimberti, arcivescovo titolare di Nicea, cardinale
- 1893–1896 Antonio Agliardi, arcivescovo titolare di Cesarea di Palestina, cardinale
- 1896–1903 Emidio Taliani, arcivescovo titolare di Sebaste, cardinale
- 1904–1911 Gennaro Granito Pignatelli di Belmonte, arcivescovo titolare di Edessa di Osroene, cardinale
- 1911–1912 Alessandro Bavona, arcivescovo titolare di Farsalo
- 1912–1916 Raffaele Scapinelli di Leguigno, arcivescovo titolare di Laodicea di Siria, cardinale
- 1916–1919 Teodoro Valfrè di Bonzo, arcivescovo titolare di Trebisonda, cardinale
- 1920–1922 Francesco Marchetti Selvaggiani, arcivescovo titolare di Seleucia di Isauria, cardinale

### Nunziatura apostolica nella Repubblica Austriaca (dal 1922)
- 1922–1935 Enrico Sibilia, arcivescovo titolare di Side, cardinale
- 1936–1938 Gaetano Cicognani, arcivescovo titolare di Ancira, cardinale
  - 1946–1947 Maurilio Silvani, arcivescovo titolare di Lepanto, internunzio
- 1949–1961 Giovanni Dellepiane, arcivescovo titolare di Stauropoli
- 1961–1976 Opilio Rossi, arcivescovo titolare di Ancira, cardinale
- 1976–1984 Mario Cagna, arcivescovo titolare di Eraclea
- 1984–1989 Michele Cecchini, arcivescovo titolare di Aquileia
- 1989–2002 Donato Squicciarini, arcivescovo titolare di Tiburnia
- 2002–2005 Georg Zur, arcivescovo titolare di Sesta
- 2005–2009 Edmond Y. Farhat, arcivescovo titolare di Biblo
- 2009–2018 Peter Zurbriggen, arcivescovo titolare di Glastonia
- 2019–... Pedro López Quintana, arcivescovo titolare di Agropoli